# Die Hard Trilogy
Die Hard Trilogy è un videogioco basato sui primi tre capitoli della saga cinematografica d'azione Die Hard. Il CD-ROM del videogioco può essere utilizzato anche come normale CD audio per ascoltare la colonna sonora del gioco. Die Hard Trilogy ha ispirato un sequel intitolato Die Hard Trilogy 2: Viva Las Vegas.

## Modalità di gioco
Die Hard Trilogy contiene tre differenti videogiochi, ognuno basato su uno dei tre film ed ognuno con il suo gameplay distintivo.
- Die Hard è uno sparatutto in terza persona, nel quale il protagonista combatte i terroristi che hanno sequestrato diversi ostaggi all'interno del Nakatomi Plaza.
- Die Hard 2: Die Harder è uno sparatutto su rotaia, ambientato nell'aeroporto di Washington dove si svolge il secondo film.
- Die Hard: With a Vengeance è un simulatore di guida dove è possibile guidare un taxi, un camion della spazzatura e un'auto sportiva attraverso New York; lo scopo è quello di disattivare degli esplosivi prima che sia troppo tardi.

## Doppiaggio
La voce originale di Bruce Willis è inserita nel gioco. Molte delle frasi e battute dei tre film sono inserite nel menu e dei vari livelli del gioco.

## Accoglienza
Il videogame è stato recensito in maniera positiva in varie riviste per PlayStation:
- Ufficiale PlayStation Magazine: "Tre ottimi giochi al prezzo di uno. Pochi difetti, ottima qualità" 8/10
- Next Station: "Tre ottimi giochi al prezzo di uno. Un affare" 90%
- Play +: "Tre film in un solo gioco. Magnifico." 92%